# Diane (1979)
Diane (Originaltitel: Old Boyfriends, Verweistitel: Meine alten Freunde) ist ein US-amerikanischer Film der Regisseurin Joan Tewkesbury aus dem Jahr 1979.

## Handlung
Diane Cruise arbeitet in der Klinischen Psychologie in Los Angeles. Nach dem Tod ihres Ehemannes ist sie in eine tiefe Depression verfallen. Um neuen Lebensmut zu fassen, beschließt sie drei Personen aufzusuchen, die prägend für ihren Lebensverlauf waren.
Ihre Reise führt sie zunächst zu ihrer Collegeliebe Jeff. Dieser arbeitet als Dokumentarfilmer, geschieden und zieht alleine seine Teenagertochter auf. Diane verbringt Zeit mit Jeff und dessen Tochter Dylan, reist aber bald weiter. Die nächste Station ist Eric Katz, der sie sexuell genötigt und später vor ihren Klassenkameraden verleumdet hatte. Es gelingt Diane im Verlauf des Besuches, späte Rache an Eric zu nehmen, bevor sie sich auf den Weg zur letzten Station ihrer Reise macht.
Als sie ihre erste Liebe Lewis Van Til aufsuchen will, trifft sie stattdessen auf dessen jüngeren Bruder Wayne, der Lewis wie aus dem Gesicht geschnitten ist. Es stellt sich heraus, dass Lewis bereits seit einigen Jahren tot ist.

## Hintergrund
Diane war das Regiedebüt von Joan Tewkesbury, die zuvor lange mit Robert Altman gearbeitet hatte und die Drehbücher zu dessen Filmen Diebe wie wir und Nashville schrieb.
Der Film lief nicht in deutschen Kinos, die Erstaufführung war 1985 auf Video. Im Dezember 1991 strahlte das ZDF den Film erstmals unter dem Titel Meine alten Freunde aus.

## Kritik
„Eine stille Tragikomödie, dramaturgisch nicht immer konsequent, aber von einer ausgezeichneten Schauspielerriege interpretiert.“

„Die Darsteller, darunter John Houseman, der eine kleine Rolle als Psychiater spielt, investieren viel mehr von sich in den Film, als er ihnen je zurückgibt.“